# 어시책
어시책(御試策)은 원나라 때 과거시험 모범답안 등을 모은 참고서인 유편역거 삼장문선(약칭 삼장문선·10부 72권)의 제 10부에 수록된 일부이다. 한-중 학계 간에 금속활자 종주국 논쟁의 열쇠를 쥐고 있는 것으로 평가됐던 『어시책(御試策)』 원본이 일본 미쓰비시 재벌 도서관인 정가당(靜嘉堂)문고에 소장돼 있는 것으로 밝혀졌다. 
1341년 6월 중국 강서성에서 유인초(劉仁初) 등에 의해 편찬된 목판본인 것으로 처음 밝혀졌다. 이에 따라 한국의 『직지심경』(원명 불조직지심체요절·1377)보다 앞선 금속활자본이며, 따라서 중국이 세계 금속활자의 종주국이라는 중국 학계의 끈질긴 주장은 근거를 잃게 됐다